# Gehrenberg (Schonwald)
Das Gebiet Gehrenberg ist ein mit Verordnung vom 19. November 2001 durch die Forstdirektion Tübingen ausgewiesener Schonwald (SG-Nummer 200399) auf dem Gehrenberg im Süden des deutschen Bundeslands Baden-Württemberg.

## Definition
Als Schonwald bezeichnet man in Baden-Württemberg ein geschütztes Waldgebiet, in dem die wirtschaftliche Nutzung des Waldes zwar erlaubt ist, aber gewissen Einschränkungen unterliegt. Der Begriff wird in anderen deutschsprachigen Regionen nicht oder bestenfalls umgangssprachlich verwendet. Er wird in § 32 des baden-württembergischen Waldgesetzes folgendermaßen definiert: „Ein Schonwald ist ein Waldreservat, in dem eine bestimmte Waldgesellschaft mit ihren Tier- und Pflanzenarten, ein bestimmter Bestandsaufbau oder ein bestimmter Waldbiotop zu erhalten, zu entwickeln oder zu erneuern ist. Die Forstbehörde legt Pflegemaßnahmen mit Zustimmung des Waldbesitzers fest.“

## Lage
Koordinaten: 47° 45′ 2″ N, 9° 25′ 14″ O
Der rund 131 Hektar große Schonwald Gehrenberg liegt im „Forstbezirk Überlingen“ der Gemeinde Deggenhausertal, Gemarkungen „Roggenbeuren“, „Urnau“ und „Wittenhofen“, sowie der Stadt Markdorf, Gemarkung „Riedheim“, im Bodenseekreis, etwa anderthalb Kilometer südwestlich des Ortsteils Urnau und einen Kilometer östlich von Harresheim auf einer Höhe von rund 550 bis 677 m ü. NN.

## Schutzzweck
Wesentlicher Schutzzweck ist die Erhaltung und Entwicklung der naturnahen Buchen-Tannen-Fichten-Wälder auf dem Gehrenberg, die langfristige, strukturverbessernde Bewirtschaftung der artenreichen Mischwälder (Buche, Tanne, Fichte, Ahorn, Esche, Ulme, Kiefer, Lärche, Erle) zum Schutz der rutschgefährdeten Hänge des Gehrenbergs und die Erhaltung des kleinflächigen Vorkommens der Orchideenart Gelber Frauenschuh (Cypripedium calceolus).

## Betreuung
Wissenschaftlich betreut wird der Schonwald Gehrenberg durch die Forstliche Versuchs- und Forschungsanstalt Baden-Württemberg (BVA).